# Waarnemer
Waarnemer is een begrip met ten minste twee betekenissen.

## Observator
Een persoon die door middel van een of meerdere zintuigen en eventueel met behulp van hulpmiddelen iets opmerkt, is een waarnemer.

### Kennis
Een observatie kan zowel een spontane als een doelbewust nagestreefde (of teleologische) waarneming zijn. Het resultaat ervan – de verworven kennis – is niet noodzakelijk objectieve kennis. Volgens de theoretici van de cybernetica van de tweede orde (second-order cybernetics) beïnvloedt de waarnemer steeds de waarneming zodat de verworven kennis per definitie een subjectieve inslag heeft.

### Krijgsmacht
Een militaire waarnemer zorgt voor het plannen en aanvragen van vuursteun. Met het ontstaan van krombaanvuur kon de artillerie het einde van de kogelbaan niet meer zelf waarnemen. De waarnemer biedt hier uitkomst. Zij vormen de 'ogen' van de artillerie. Niet alleen voor het gebruik van HE-granten, ook licht- en rookgranaten gebeurt middels de waarnemer. Bij de landmacht zijn de waarnemers afkomstig van het wapen der artillerie en geplaatst bij pantserinfanteriebataljons, luchtmobiele infanteriebataljons en tankbataljons.

## Vervanger
Een waarnemer kan ook een tijdelijke vervanger zijn in een bepaalde functie. Deze term is bijvoorbeeld gebruikelijk in de medische sector, bijvoorbeeld bij een waarnemend huisarts of waarnemend verloskundige.
Ook spreekt men van een waarnemend burgemeester. Dit beperkt zich niet tot gevallen waarbij de oude burgemeester terug kan komen. Het kan ook zijn dat die overleden of definitief vertrokken is, terwijl er anderzijds nog geen nieuwe gewone burgemeester benoemd wordt omdat die nog niet gevonden is of omdat men daarmee wil wachten, zoals bij een komende gemeentelijke herindeling.

## Politiek en diplomatie
De status van waarnemer is een voorrecht dat door sommige – meestal internationale – organisaties wordt verleend aan niet-leden, om hun zo de mogelijkheid te geven deel te nemen aan alle, of bepaalde activiteiten van de organisatie. Die status wordt bijvoorbeeld toegekend aan niet-gouvernementele organisaties die een bijzondere expertise of belang hebben bij de activiteiten van de organisatie, of aan staten die zich niet volledig engageren in de doelstellingen. Waarnemers hebben meestal geen stemrecht, noch het recht om resoluties in te dienen.
Enkele voorbeelden van de status van waarnemer: 
- Palestina en Vaticaanstad, maar ook de Europese Unie zijn waarnemers bij de Verenigde Naties
- Van 2009 tot 2016 genoot Taiwan de status van waarnemer bij de Wereldgezondheidsorganisatie, maar onder druk van China werd die status in 2016 ontnomen.

Een verwante status is die van “adviseur” (Engels “consultative status”), een voorrecht dat binnen de Verenigde Naties en de Raad van Europa, of deelorganen daarvan, wordt toegekend aan sommige niet-gouvernementele organisaties.   